# Servidor de aplicaciones
En informática, se denomina servidor de aplicaciones a un servidor en una red de computadores que ejecuta ciertas aplicaciones.
Usualmente se trata de un dispositivo de software que proporciona servicios de aplicación a las computadoras cliente. Un servidor de aplicaciones generalmente gestiona la mayor parte (o la totalidad) de las funciones de lógica de negociación y de acceso a los datos de las aplicaciones. Los principales beneficios de la aplicación de la tecnología de servidores de aplicación son la centralización y la disminución de la complejidad en el desarrollo de aplicaciones. 

## Servidores de aplicación Java EE
Como consecuencia del éxito del lenguaje de programación Java, el término servidor de aplicaciones usualmente hace referencia a un servidor de aplicaciones Java EE. Entre los servidores de aplicación Java EE privativos más conocidos se encuentran WebLogic de Oracle (antes BEA Systems), JBoss Enterprise Application Platform de Red Hat y WebSphere de IBM. EAServer de Sybase Inc. es también conocido por ofrecer soporte a otros lenguajes diferentes a Java, como PowerBuilder. Entre los servidores de aplicaciones libres se encuentran JOnAS del consorcio ObjectWeb, Wildfly versión comunitaria de JBoss Red Hat, Geronimo de Apache, TomEE de Apache, Resin Java Application Server de Caucho Technology, Blazix de Desiderata Software, Enhydra Server de Enhydra.org y GlassFish de Oracle.
Mucha gente confunde Tomcat con un servidor de aplicaciones; sin embargo, es solamente un contenedor de servlets .
Java EE provee estándares que permiten a un servidor de aplicaciones servir como "contenedor" de los componentes que conforman dichas aplicaciones. Estos componentes, escritos en lenguaje Java, usualmente se conocen como Servlets, Java Server Pages (JSPs) y Enterprise JavaBeans (EJBs) y permiten implementar diferentes capas de la aplicación, como la interfaz de usuario, la lógica de negocio, la gestión de sesiones de usuario o el acceso a bases de datos remotas.
La portabilidad de Java también ha permitido que los servidores de aplicación Java EE se encuentren disponibles sobre una gran variedad de plataformas, como Unix, Microsoft Windows y GNU/Linux.

## Internet Information Server
El término servidor de aplicaciones también ha sido aplicado a otros productos no-J2EE. Por ejemplo, con el aumento de la popularidad de .NET, Microsoft califica a su producto Internet Information Server como un servidor de aplicaciones. Adicionalmente, se pueden encontrar servidores de aplicación de código abierto y comerciales de otros proveedores; algunos ejemplos son Base4 Server y Zope.

## Características comunes
Los servidores de aplicación típicamente incluyen también middleware (o software de conectividad) que les permite intercomunicarse con variados servicios, para efectos de confiabilidad, seguridad, no-repudio, etc. Los servidores de aplicación también brindan a los desarrolladores una Interfaz para Programación de Aplicaciones (API), de tal manera que no tengan que preocuparse por el sistema operativo o por la gran cantidad de interfaces requeridas en una aplicación web moderna.
Los servidores de aplicación también brindan soporte a una gran variedad de estándares, tales como HTML, XML, IIOP, JDBC, SSL, etc., que les permiten su funcionamiento en ambientes web (como Internet) y la conexión a una gran variedad de fuentes de datos, sistemas y dispositivos.

## Usos
Un ejemplo común del uso de servidores de aplicación (y de sus componentes) son los portales de Internet, que permiten a las empresas la gestión y divulgación de su información, y un punto único de entrada a los usuarios internos y externos. Teniendo como base un servidor de aplicación, dichos portales permiten tener acceso a información y servicios (como servicios Web) de manera segura y transparente, desde cualquier dispositivo.